# Gaildorf
Gaildorf település Németországban, azon belül Baden-Württembergben. Lakosainak száma 12 361 fő (2023. december 31.).

## Népesség
| Lakosok száma | 9003 | 9759 | 10 416 | 10 370 | 10 595 | 12 180 | 12 391 | 12 522 | 12 034 | 12 361 |
|               | 1961 | 1967 | 1974   | 1980   | 1987   | 1993   | 2000   | 2006   | 2013   | 2023   |